# Espacio numérico
En el procesamiento de texto por computadora y en la tipografía digital, un espacio numérico, espacio de figura o espacio para cifras  es una unidad tipográfica variante del carácter espacio y del espacio duro equivalente al tamaño de un dígito numérico. Su tamaño puede variar dependiendo de la fuente que se esté utilizando. Este es el espacio más conveniente de usar entre números, ya que su grosor permite mantener números juntos en saltos de línea.
Se representa con el carácter « ».

## Codificadores e impresión
En Unicode se le asignó el código U+2007   NUMERIC SPACE - ESPACIO NUMÉRICO.
En el formato de transformación Unicode (UTF) se siguen las siguientes codificaciones:
- UTF-8: 0xE2 0x80 0x87[3]
- UTF-16: 0x2007[3]
- UTF-32: 0x00002007[3]

El Código Baudot puede incluir un espacio numérico, además de ser el vigésimo tercer carácter en la rueda tipográfica del telégrafo de Hughes.

### Método de inserción en Wikitexto
En HTML (y, por extensión, en wikitexto), se indica como &numsp; en el código fuente.
Ejemplos: Del código fuente 13&numsp;141&numsp;m, se obtiene el texto «13 141 m», presentado conjuntamente (en la medida de lo posible). Del código fuente no&numsp;violencia, se obtiene conjuntamente «no violencia».
Su codificación proviene de las siglas NUMSP, que corresponden a «NUMber SPace».

### Métodos de inserción en sistemas operativos
Estas son las teclas que se deben presionar para insertar este carácter en distintos sistemas operativos:
| Sistema operativo | Método de entrada   |
| Windows           | Alt+207             |
| Linux             | Ctrol+⇧ Mayús+U+207 |

## Ejemplo
Si se compara con el espacio normal se puede observar de la siguiente manera:
| Espacio numérico | 10 000     |
| Espacio normal   | 10 000 000 |